# Acetat de sodi
L'acetat de sodi, també etaonat de sodi, és una sal química de sodi provinent de l'àcid acètic. És una sal incolora amb molt usos entre ells el de neutralitzant.

## Aplicacions

### Industrial
L'acetat de sodi es fa servir en la indústria tèxtil per neutralitzar els residus de l'àcid sulfúric i com fotoresistent quan es fan servir tints d'anilines. També és un agent tamponant, neutralitzant en l'adoberia. També serveix per retardar la vulcanització en la producció de goma sintètica.

### Alimentació
S'afegeix als aliment per assaonar-los. Es pot fer servir en la forma de diacetat de sodi. sota el codi alimentari E262.

### Solució tampó
La solució d'acetat de sodi en àcid acètic és una solució tampó per mantenir relativament constant el pH. Es fa servir sobretot en reaccions bioquímiques.

### Coixí tèrmic
Els cristalls trihidratats d'acetat de sodi es fonen a 58 °C i escalfats a uns 100 °C i deixats refredar la solució aquosa queda sobresaturada i es pot fer que recristallitzi i tingui una reacció exotèrmica capaç d'escalfar les mans o un coixí.

## Reaccions
L'acetat de sodi es pot fer servir per produir un èster amb per exemple bromoetà.:
NaO₂CCH₃ + BrCH₂CH₃ → C₂H₅O₂CCH₃ + NaBr
Les sals de cesi catalitzen aquesta reacció.